# Joan Gamper-pokalen

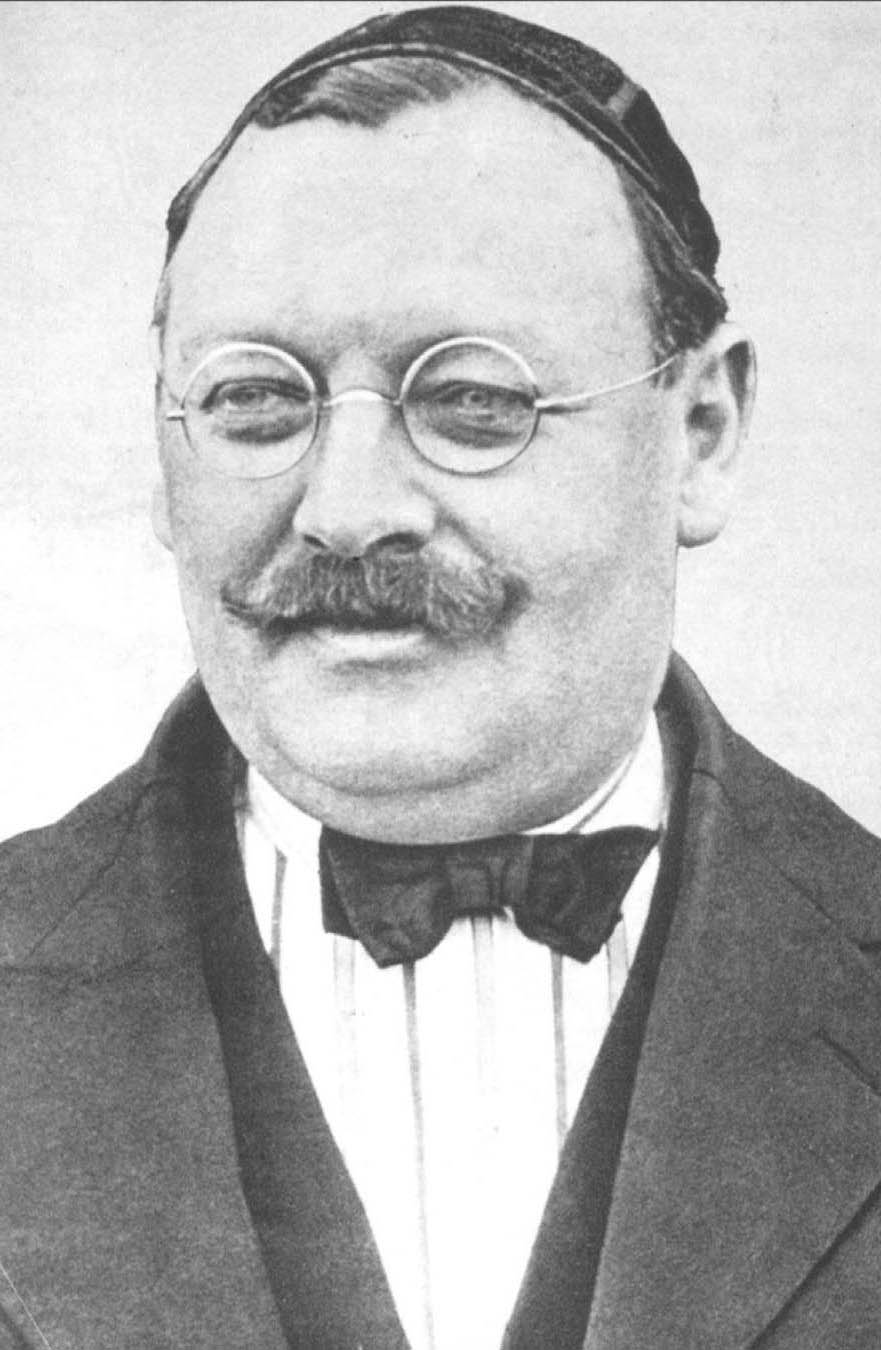
Joan Gamper, som tävlingen fått sitt namn efter.

Joan Gamper-pokalen, Trofeu Joan Gamper, är en fotbollstävling av vänskapsmatch-karaktär arrangerad av FC Barcelona. Tävlingen, som avgörs i början av augusti, är döpt efter Joan Gamper, grundare, president och spelare för klubben. Tävlingen har dominerats av värdlaget FC Barcelona, som fram till 2020 vunnit 43 av 55 upplagor och i samband med matchen presenterar säsongens ordinarie laguppställning.

## Historik
Det var Enric Llaudet som startade tävlingen sommaren 1966. Laudet hade tagit över som klubbordförande efter Gamper.
I början bestod tävlingen av fyra lag som spelade två semifinaler, en bronsmatch och en final. Lagen deltar efter inbjudan, med elitlag från förstaligor i Europa och Latinamerika brukar delta. Den första omgången spelades 1966, då FC Barcelona, RSC Anderlecht, FC Nantes och 1. FC Köln deltog. Barcelona slog det sistnämnda laget i finalen med 3–1.
Fram till och med 1975 var namnet på turneringen Trofeo Juan Gamper. Från och med 1976, året efter Francisco Francos död, har tävlingen sitt nuvarande (katalanskspråkiga) namn.
Sedan 1997 avgörs turneringen med en enda (final)match. Detta motiveras med senare års allt intensivare spelschema, inklusive Uefa Champions League. Turneringen är därmed mer en uppstart på den kommande ligasäsongen för inblandade klubbar. För FC Barcelonas del är matchen första gången man visar upp säsongens hemmadräkt och nya startelva i tävlingssammanhang.
Köln är det enda laget som har vunnit tävlingen mer än en gång (1978 och 1981), bortsett från Barcelona, som har vunnit tävlingen hela 37 av 50 gånger (till och med 2015). Barcelona blev senast besegrat i Joan Gamper-matchen när man förlorade mot Manchester City med 0-1 den 19 augusti 2009. Målet kom från bulgaren Martin Petrov i den 28:e minuten. Närmast föregående förlust kom 2006.
Tävlingen avgörs i regel på FC Barcelonas hemmaplan Camp Nou. Undantagen var 1995 och 1996, då man istället spelade på Estadi Olímpic Lluís Companys med anledning av omläggning av gräsmattan på Camp Nou.
Under senare år har hemmalaget dominerat tillställningen, med målskillnaden 22–1 åren 2011–15.
Vid 2004 års match noterades ett världsrekord vid sidan av det rent idrottsliga. Före själva matchen täcktes hela planen av en specialgjord katalansk flagga, vilket noterades av Guinness rekordbok som vid tillfället världens största flagga.

### Motsvarighet i Madrid
Joan Gamper-pokalen är FC Barcelonas inbjudningsturnering. Ligakonkurrenten Real Madrid har en motsvarande miniturnering vid namn Trofeo Santiago Bernabéu. Denna grundades 1979 och består även den numera av endast en avgörande match. Real Madrids turnerng äger dock ofta rum runt månadsskiftet augusti-september.

## Resultat
| Omgång  | År   | Vinnare             | Andraplats          | Resultat   | Tredjeplats        | Fjärdeplats        |
| ------- | ---- | ------------------- | ------------------- | ---------- | ------------------ | ------------------ |
| I       | 1966 | Barcelona           | Köln                | 3–1        | Anderlecht         | Nantes             |
| II      | 1967 | Barcelona           | Atlético Madrid     | 2–1        | Boca Juniors       | Bayern München     |
| III     | 1968 | Barcelona           | Flamengo            | 5–4        | Athletic Club      | Werder Bremen      |
| IV      | 1969 | Barcelona           | Real Zaragoza       | 2–1        | Slovan Bratislava  | Estudiantes        |
| V       | 1970 | Újpest              | Dynamo Moskva       | 3–1        | Barcelona          | Schalke 04         |
| VI      | 1971 | Barcelona           | Chacarita Juniors   | 1–0        | Budapest Honvéd    | Bayern München     |
| VII     | 1972 | Borussia M'gladbach | CSKA Sofia          | 3–2        | Barcelona          | Vasco da Gama      |
| VIII    | 1973 | Barcelona           | Borussia M'gladbach | 3–2        | San Lorenzo        | Municipal Lima     |
| IX      | 1974 | Barcelona           | Rangers             | 4–1        | Athletic Club      | Ajax               |
| X       | 1975 | Barcelona           | Feyenoord           | 2–1        | Spartak Trnava     | Újpest             |
| XI      | 1976 | Barcelona           | Eintracht Frankfurt | 2–0        | Sparta Prag        | CSKA Moskva        |
| XII     | 1977 | Barcelona           | Schalke 04          | 4–1        | Boca Juniors       | Slovan Bratislava  |
| XIII    | 1978 | Köln                | Rapid Wien          | 5–0        | Barcelona          | Botafogo           |
| XIV     | 1979 | Barcelona           | Köln                | 3–2        | Anderlecht         | Zürich             |
| XV      | 1980 | Barcelona           | Vasco da Gama       | 2–1        | River Plate        | PSV Eindhoven      |
| XVI     | 1981 | Köln                | Barcelona           | 4–0        | Vasco da Gama      | Ipswich Town       |
| XVII    | 1982 | Internacional       | Manchester City     | 3–1        | Barcelona          | Köln               |
| XVIII   | 1983 | Barcelona           | Borussia Dortmund   | 2–1        | Anderlecht         | Nottingham Forest  |
| XIX     | 1984 | Barcelona           | Bayern München      | 3–1        | Boca Juniors       | Aston Villa        |
| XX      | 1985 | Barcelona           | Hamburger           | 3–1        | Ajax               | Rapid Wien         |
| XXI     | 1986 | Barcelona           | PSV Eindhoven       | 1–0        | Tottenham Hotspur  | Milan              |
| XXII    | 1987 | Porto               | Bayern München      | 2–0        | Barcelona          | Ajax               |
| XXIII   | 1988 | Barcelona           | Steaua Bukarest     | 3–1        | Peñarol            | PSV Eindhoven      |
| XXIV    | 1989 | Mechelen            | Sochaux             | 2–0        | Barcelona          | Inter Porto Alegre |
| XXV     | 1990 | Barcelona           | Anderlecht          | 3–1        | Spartak Moskva     | PSV Eindhoven      |
| XXVI    | 1991 | Barcelona           | Marseille           | 3–0        | Inter Porto Alegre | Rapid Wien         |
| XXVII   | 1992 | Barcelona           | Feyenoord           | 2–0        | Club Brugge        | CSKA Sofia         |
| XXVIII  | 1993 | Tenerife            | Barcelona           | 3–1        | Bordeaux           | Hajduk Split       |
| XXIX    | 1994 | Valencia            | Barcelona           | 4–1        | PSV Eindhoven      | Brescia            |
| XXX     | 1995 | Barcelona           | San Lorenzo         | 5–1        | Feyenoord          | CSKA Sofia         |
| XXXI    | 1996 | Barcelona           | Inter               | 2–1        | Anderlecht         | San Lorenzo        |
| XXXII   | 1997 | Barcelona           | Sampdoria           | 2–2 (p)    |                    |                    |
| XXXIII  | 1998 | Barcelona           | Santos              | 2–2 (p)    |                    |                    |
| XXXIV   | 1999 | Barcelona           | Sporting            | 2–1        |                    |                    |
| XXXV    | 2000 | Barcelona           | PSV Eindhoven       | 2–1        |                    |                    |
| XXXVI   | 2001 | Barcelona           | Parma               | 3–2        |                    |                    |
| XXXVII  | 2002 | Barcelona           | Crvena Zvezda       | 1–0        |                    |                    |
| XXXVIII | 2003 | Barcelona           | Boca Juniors        | 1–1 (p)    |                    |                    |
| XXXIX   | 2004 | Barcelona           | Milan               | 2–1        |                    |                    |
| XL      | 2005 | Juventus            | Barcelona           | 2–2 (p)    |                    |                    |
| XLI     | 2006 | Barcelona           | Bayern München      | 4–0        |                    |                    |
| XLII    | 2007 | Barcelona           | Inter               | 5–0        |                    |                    |
| XLIII   | 2008 | Barcelona           | Boca Juniors        | 2-1        |                    |                    |
| XLIV    | 2009 | Manchester City     | Barcelona           | 1-0        |                    |                    |
| XLV     | 2010 | Barcelona           | Milan               | 1-1 (str.) |                    |                    |
| XLVI    | 2011 | Barcelona           | Napoli              | 5-0        |                    |                    |
| XLVII   | 2012 | Sampdoria           | Barcelona           | 1-0        |                    |                    |
| XLVIII  | 2013 | Barcelona           | Santos              | 8-0        |                    |                    |
| XLIX    | 2014 | Barcelona           | Club León           | 6-0        |                    |                    |
| L       | 2015 | Barcelona           | Roma                | 3-0        |                    |                    |

## Antal vinster efter klubb
| Klubb               | Titlar |
| ------------------- | ------ |
| Barcelona           | 43     |
| Köln                | 2      |
| Újpest              | 1      |
| Borussia M'gladbach | 1      |
| Internacional       | 1      |
| Porto               | 1      |
| Mechelen            | 1      |
| Tenerife            | 1      |
| Valencia            | 1      |
| Juventus            | 1      |
| Manchester City     | 1      |
| Sampdoria           | 1      |